# NGC 3608
NGC 3608 је елиптична галаксија у сазвежђу Лав која се налази на NGC листи објеката дубоког неба.
Деклинација објекта је + 18° 8' 53" а ректасцензија 11h 16m 59,0s. Привидна величина (магнитуда) објекта NGC 3608 износи 10,7 а фотографска магнитуда 11,7. Налази се на удаљености од 23,756 милиона парсека од Сунца. NGC 3608 је још познат и под ознакама UGC 6299, MCG 3-29-22, CGCG 96-22, KCPG 278B, PGC 34433.